# En nu naar bed
En nu naar bed is een Nederlandse musical met muziek van Harry Bannink en teksten van Annie M.G. Schmidt. Regisseur/choreograaf Paddy Stone en producent John de Crane waren ook betrokken bij de meeste andere musicals van Schmidt en Bannink. 
De musical ging op 5 november 1971 in première in theater Carré en werd 345 keer gespeeld in het gehele land. Op 1 mei 1973 zond de VARA een televisie-registratie uit.
Aanvankelijk zou Berend Boudewijn de voorstelling regisseren, maar vanwege artistieke meningsverschillen trokken Boudewijn en decor- en kostuumontwerper Nicolaas Wijnberg zich terug. Daarop werd de Canadees Paddy Stone aangetrokken, die hierna betrokken zou zijn bij alle musicals van Schmidt en Bannink.
De musical kreeg lovende recensies in de Nederlandse kranten.

## Verhaal
Twee feeën begeleiden het leven van de jonge Frans. De goede fee wenst hem toe dat hij een keurige man zal worden, met een goede baan en een voorbeeldig gezin. De kwade fee wenst hem onheil toe. Het is haar doel de jongen zo ongelukkig mogelijk te maken. Beiden brengen wendingen aan in het leven van de jongen. Zij begeleiden zijn leven in verschillende gedaantes, als lerares, als kassajuffrouw, als klant in een winkel, als psychiater, als tantes op een receptie. Hun gevecht gaat door totdat de moraal door elkaar begint te lopen. Want wat is nu eigenlijk nog goed en wat is nu écht slecht?

## Bezetting
- Mary Dresselhuys als goede fee Sophie
- Conny Stuart als kwade fee Marie
- Frans Halsema als Frans van Ieperen
- Jenny Arean als Barbara Brink
- Karin Larsen als de moeder van Barbara
- John Koch als de vader van Barbara
- Hein Boele als Bert, Frans' beste vriend

Daarnaast waren er ook rollen weggelegd voor onder meer Sylvia Alberts en Joekie Broedelet.

## Muziek
En nu naar bed bevat een aantal liedjes die klassiekers zouden worden binnen het Nederlandse musical- en kleinkunstrepertoire, zoals Vluchten kan niet meer, Ik hoef alleen maar even zo te doen en Was dat nou alles?
In mei 1972 verscheen een lp met studio-opnamen van een aantal liedjes uit de musical. Volgens de hoestekst zijn de liedjes waarin Mary Dresselhuys te horen is op verzoek van de actrice niet opgenomen, omdat zij zich vooral als actrice en niet zozeer als zangeres wilde profileren. Dresselhuys komt wel voor op de hoesofoto's, maar wordt verder niet bij naam genoemd op de hoes, binnenin wel één keer als 'Mary'. 

### Liedjes
Akte 1
- Waar je ook gaat
- Nooit een acht
- Blijf er buiten
- Onder de loep
- Ik hoef alleen maar even zo te doen
- Hartpomp
- Was dat nou alles?
- Neem eens een andere
- Wie ben je dan wel
- Wat een kans Frans

Akte 2
- Mirabel
- Ik zit op rozen
- Hoera, we zijn normaal
- De poppen aan het dansen (op de plaat gezet als Op naar 't hartinfarct)
- Smak smak
- Een liefde vandaag de dag
- Vluchten kan niet meer
- Nostalgie